# روبرت لانغ
روبرت لانغ (بالإنجليزية: Robert Lang)‏ ولد بتاريخ 5 أغسطس 1917 في سويسرا، وتوفي في 16 أغسطس 1997 في شافهاوزن، كان دراج سويسري.

## روابط خارجية
- روبرت لانغ على موقع أرشيف الدراجات (الإنجليزية)
- روبرت لانغ على موقع إحصائيات الدراجات الإحترافية (الإنجليزية)